# コルト・ディテクティブスペシャル
コルト・ディテクティブスペシャル（英語: Colt Detective Special）は、コルト・ファイヤーアームズ社が開発したコンパクトな回転式拳銃。
日本では、税関職員や麻薬取締官が装備していた。

## 設計
本銃は、小型のDフレームに基づいて設計されており、6連発のシリンダーを備えている。長期にわたって多数が生産されたことから、順次に改良が重ねられている。
1st issue
1927年から1946年まで生産された最初期型。基本的には、先行するコルト・ポリスポジティブ・スペシャルを元に銃身を2インチに短縮してスナブノーズとしたモデル。当初は.32ニューポリス（.32 S&Wロング）弾、.38ニューポリス（.38 S&W）弾もラインナップされていたが、こちらは1930年代のうちに生産終了となり、.38スペシャル弾モデルのみが継続された。なお、後のS&W ボディーガード (Smith & Wesson Bodyguard) のように、フレーム後端部を延長してシュラウドとし、ハンマーをフレーム内に挟み込んだモデルも少数生産された。仕上げはブルーフィニッシュ、グリップは木製あるいはプラスチック製とされていた。
2nd issue
1947年から1972年まで生産された改良型。フレームの前後幅が延長され、全体に流線型となった。銃身長は、2インチのほかに3インチもラインナップされていた。グリップは当初はプラスチック製だったが、1955年以降はメダリオン入りの木製グリップが供給された。仕上げはブルーフィニッシュのほか、25ドル追加すればニッケルフィニッシュも選択できた。
3rd issue
1973年から1986年までの生産モデル。基本的に2nd issueと同様だが、銃身下のエジェクターロッドに覆い（バレル・シュラウド）が付された。
4th issue
1997年以降の生産モデル。インターナルロックおよび改良された安全装置を備えている。銃身長は2インチのみ、当初は.38スペシャル弾仕様とされていたが、1998年以降は.357マグナム弾の運用にも対応した。グリップはゴム製が標準装備、仕上げはステンレス鋼であった。なお、当初はディテクティブスペシャルII（DS-II）として、1998年から2000年にかけてはマグナム・キャリーとして販売されていた。

## 派生型

### コルト・コブラ

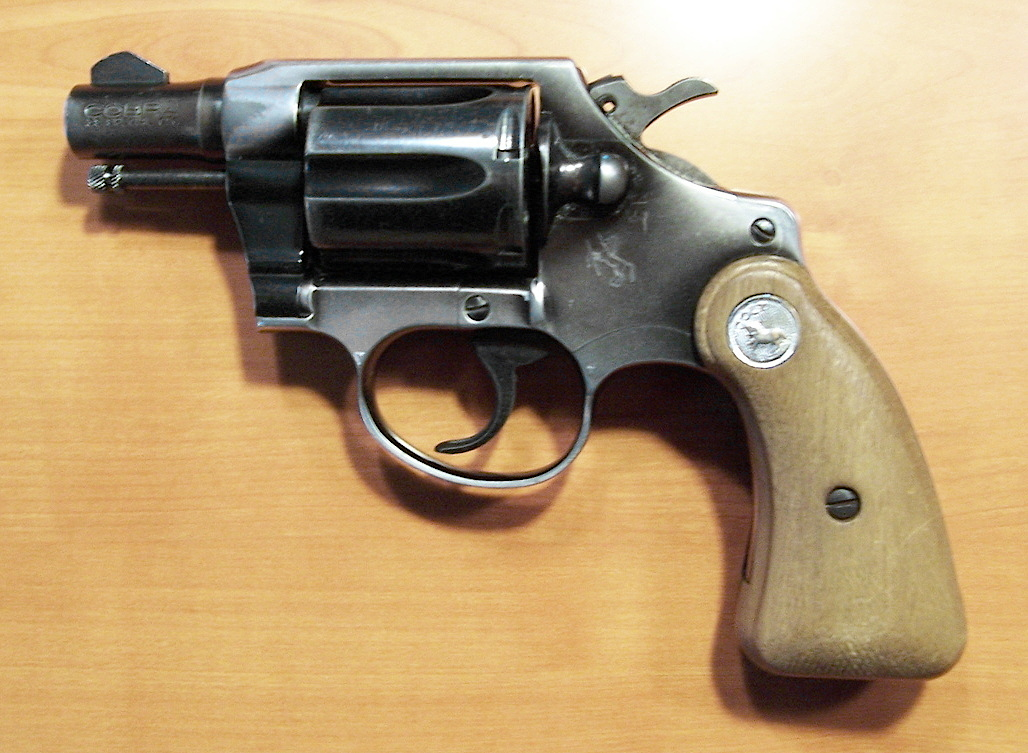
コルト・コブラ

ディテクティブスペシャルがトラディショナルな炭素鋼製であるのに対して、フレームにアルミニウム合金を導入して軽量化を図ったモデルで、1950年に登場した。これによって7オンス (200 g)もの軽量化に成功し、重量はわずか15オンス (430 g)となった。使用弾薬としては、.38スペシャル弾のほか、.22ロングライフル弾、.32ニューポリス弾もラインナップされていたが、1973年以降の後期型 (2nd issue) では.38スペシャル弾のみとなった。こちらはディテクティブスペシャルの3rd issueと同様、エジェクターロッドがバレル・シュラウドに収容されたほか、ニッケル仕上げも選べるようになっていた。
ジャック・ルビーが、ジョン・F・ケネディ大統領暗殺犯とされるリー・ハーヴェイ・オズワルドを射殺した際に使用した銃でもある。

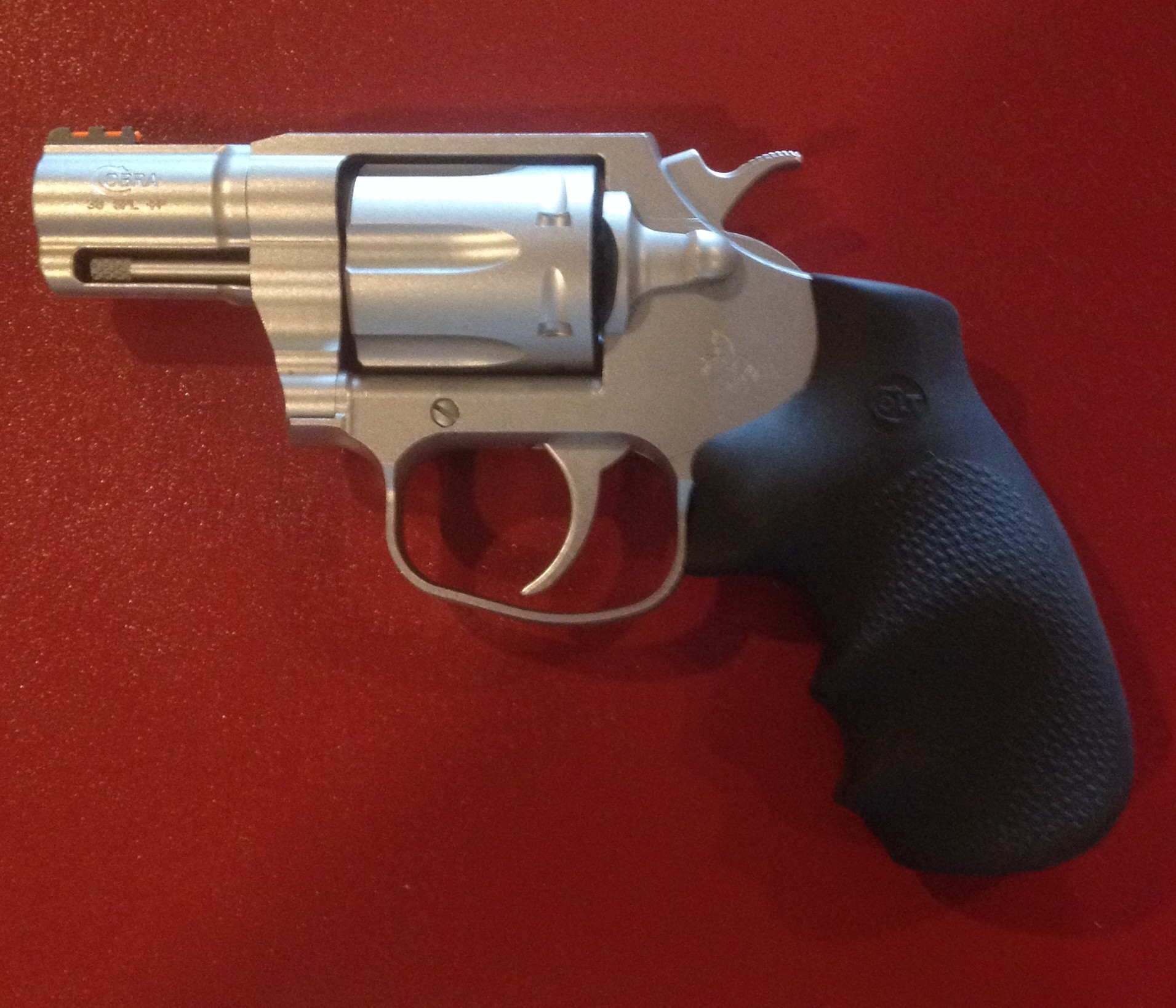
コブラ・ニューモデル

1955年にコブラのグリップフレームを短縮したエージェント（下述）が登場したが、1966年に生産管理の簡素化のためグリップ形状がエージェントに準ずる形で変更され、ほとんど同じ銃となってしまった。また、2016年にはステンレススチールフレームに黒いラバーグリップ、ファイバータイプのフロントサイトを備えたコブラ・ニューモデル、2017年にはDLCコーティングによってブラックカラーとなったステンレスフレームにVZ G10グリップ、交換可能なフロントナイトサイトを備え、ボブドハンマーによってダブルアクションオンリーとなったナイト・コブラも登場した。

### コルト・クーリエ
コブラをもとに、グリップフレームを短くし、3インチバレルを装備したモデル。使用弾薬としては、.22ロングライフル弾と.32コルトニューポリス弾の2種類がラインナップされた。1955年から1956年にかけて約3,000丁が生産された。

### コルト・エージェント
コブラをもとに、コンシールド・キャリーに対応してグリップフレームを短縮したモデル。コブラと歩調を合わせてバージョンアップしており、1955年から1973年まで生産された前期型 (1st issue) と、1973年から1986年まで生産された後期型 (2nd issue) がある。

### コルト・エアクルーマン
コブラをもとに、フレームだけでなく、シリンダーもアルミニウム合金製としたモデル。重量はわずか11オンス (310 g)であった。S&W社が同時期に開発したS&W M12（通称・S&Wエアクルーマン）と同様、アメリカ空軍の航空機搭乗員用として構想されており、.38スペシャル弾の米空軍仕様であるM41弾の使用が求められた。
1951年に約1,200丁が生産された。しかし、S&W エアクルーマンやチーフスペシャル・エアウェイトと同様、アルミニウム合金製シリンダーの強度不足が問題となり、運用は中止された。

### コルト・コマンドスペシャル
1980年代になって登場したディテクティブスペシャルのバリエーション。3rdモデルをベースにパーカーライジング仕上げ、ネオプレーンゴム製のグリップを付属する。

### SF-VI
コルト社いわく「新世代のディテクティブスペシャル」として1995年ごろ登場した。見た目や大きさはディテクティブスペシャルそのものだが、トリガーの構造はローマン Mk.IIIと同じトランスファーバーである。ハンマースプリングはディテクティブスペシャルと同じリーフスプリング。姉妹品としてデホーンドハンマーのレディコルトがある。